# Annegret Soltau
Annegret Soltau (Luneburgo, 16 de enero de 1946) es una fotógrafa y artista visual alemana. Su trabajo marca un punto de referencia fundamental en el arte de los años 70 y 80.  Fotomontajes de su propio cuerpo y rostro cosidos o coloreados con hilo negro son las obras más conocidas de la artista alemana. 

## Biografía
Annegret Soltau nació en Luneburgo en 1946, una ciudad parcialmente destruida durante la Segunda Guerra Mundial. Pasó su infancia en la pobreza de una granja quemada, en las marismas del Elba con su abuela y su madre. Ella misma ha explicado que era "hija ilegitíma” y eso siempre se consideró una mancha en su juventud: “en mi pueblo, la gente a menudo me llamaba Wechselbalg, una mocosa de padres desconocidos porque nadie sabía quién era mi padre”.
Fue el maestro de escuela del pueblo fue la única persona que se dio cuenta de lo inteligente y artísticamente talentosa que era Annegret apoyándola para que fuera a la escuela secundaria se explica en la biografía sobre la artista I was on a Quest .
Desde su adolescencia tuvo que empezar a ganar su propio dinero ya que su madre "nunca le dio un penique". Desde los 16 años trabajó en diversos lugares: el Dresdner Bank, la consulta de un doctor, en algunos bares. También trabajó un año en Inglaterra como au-pair.
Pudo iniciar su formación artística en 1967. Estudió con Hans Thiemann, Kurt Kranz, Rudolf Hausner y David Hockney en la Academia de Bellas Artes de Hamburgo en Alemania. A partir de 1972 continuó formándose en la Academia de Bellas Artes de Viena en Austria.  En 1973 recibió una beca del DAAD para Milán en Italia.
Desde 1973 trabaja como freelance, primero en el ámbito de la pintura y las artes gráficas, luego desde 1975 en acciones ("demostración permanente") y en la primera fotografía y videoworks.  En las propias palabras de Soltau, “Demostración Permanente” es “ un intento de desencadenar estados de conciencia a través de la realización de una imagen en la vida real, es decir, hacer una imagen físicamente. La línea, se convierte en una línea realizada, la persona es parte de la imagen. Línea y persona no son dos cosas opuestas sino una realidad ”.
En "Selbst" la artista ata su rostro con hilos ajustados de seda negra, como un capullo, del cual hace un registro fotográfico que luego se cose siguiendo un patrón geométrico que se asemeja a un signo. El resultado es un autorretrato autolesionado, una efigie que ha sido impedida, inhibida, forzada al silencio. Annegret Soltau escribe su historia como mujer en la blanca página de su rostro; es una historia de conflictos, de reacciones impulsivas al entorno familiar, a la posición marginal de las mujeres en el contexto social, a las presiones de género y a la discriminación. Cuando corta la piel sensible de su cara, el hilo distorsiona su forma pero también realza su belleza. 
En sus Video-Performances y Phototableaus quería trabajar procesos íntimos como la sexualidad, el embarazo, el parto, el aborto, la enfermedad y la violencia para convertirse en temas de las artes. De 1977 a 1980 trató sobre sus embarazos y el nacimiento de sus dos hijos. En el vídeo "estar embarazada" observó su propio cuerpo durante todo el período de nueve meses. Señaló tanto los cambios físicos como los psicológicos. La artista llamó a las fases: pánico, duda, esperanza, soledad, separación, opresión, reminiscencia, oración, nacimiento. Se hizo la pregunta: ¿cómo puedo combinar la creatividad y la maternidad sin perderme como persona?
La serie de obras más compleja y elaborada es "generativ" (1994-2005), donde compone fotografías de los cuerpos desnudos de su "cadena femenina": su abuela, su madre, su hija y ella misma. "Generativ" muestra todo el espectro del cambio corporal entre jóvenes y viejos, entre el cuerpo que se desvanece y el cuerpo que emerge en la pubertad. "Mi interés principal es la integración del proceso corporal en mi trabajo, para conectar cuerpo y espíritu en partes iguales" (Annegret Soltau). 
A lo largo de los años, su rostro se ha transformado metafóricamente en letras, números, datos y documentos en papel (documentos de identidad, pasaportes, extractos bancarios, recibos de cajeros automáticos, facturas de dentistas). 
Durante un tiempo fue miembro del grupo de artistas feministas IntAkt en Viena y algunas de sus obras estuvieron incluidas en una gran exposición en The MUMOK comisariada por Gabriele Schor quien creó el término "feminsit avangarde" (vanguardia feminista) para dar al arte de las mujeres creadoras de los setenta un lugar en la historia.

## Premios y reconocimientos
En 1982, recibió una beca de trabajo de la Arts Society of Bonn, en 1986/87 el premio Villa Massimo en Roma, Italia, en 1998 el premio Maria Sybilla Merian (en el estado de Hesse ) "Vita "Annegret Soltau y en 2000 el premio Wilhelm-Loth de la ciudad de Darmstadt, donde ella vive. 

## Exposiciones
En primavera de 2006 se presentó una exposición retrospectiva del trabajo de Soltau en las salas de  Mathildenhöhe Darmstadt.
"More than Meets the Eye", Art Photography from the Deutsche Bank Collection, en gira por importantes museos de América Latina desde el 2006 hasta el 2007 (Monterrey, Ciudad de México, Bogotá, Lima, Santiago de Chile, São Paulo y Buenos Aires).
2007 hasta 2009 WACK! El arte y la revolución feminista, el Museo de Arte Contemporáneo de Los Ángeles, el Museo Nacional de Mujeres en las Artes en Washington, el Centro de Arte Contemporáneo PS1, Nueva York y la Galería de Arte de Vancouver en Canadá.
2010 "Donna: Avanguardia femminista negli anni '70", Galería Nacional de Arte Moderna, Roma, Italia 
2012  "Francis Bacon and the Existencial Condition in Contemporary Art", Strozzina Foundazione, Palazzo Strozzi, Firenze, Italia 
Desde 2013 hasta 2017 "WOMAN. Feminist Avant-Garde of the 1970s. Works from the SAMMLUNG VERBUND", Viena (exposición itinerante): "MUJER. La vanguardia feminista de los años 70". Círculo de Bellas Artes, Madrid, España, "WOMAN" Palais des Beaux-Arts, Bruselas, Bélgica, Mjellby Art Museum, Halmstad, Suecia, Hamburger Kunsthalle, Hamburgo, Alemania y MUMOK. Museum moderner Kunst, Stiftung Ludwig, Vienna   
"artevida: corpo", del 28 de junio al 21 de septiembre de 2014, curada por Adriano Pedrosa y Rodigo Maura en la Fundación Casa França-Brasil, Río de Janeiro, Brasil   
2015 "Gender in Art", Museo de Arte Contemporáneo (MOCAK), Cracovia, PL 
2016 "PRIÈRE DE TOUCHER - The Touch of Art", del 12 de febrero al 16 de mayo de 2016, Museum Tinguely, Basilea, Suiza. Medicine in Art. 
"Medizine in art", del 22 de abril de.2016 al 2 de octubre de 2016, Museo de Arte Contemporáneo (MOCAK), Kraków, PL 
"Feminist avant-garde of the 70S". Works from the VERBUND Collection, Viena, curada por Gabriele Schor y Anna Dannemann. El espectáculo tomó lugar en The Photographers' Gallery de Londres entre el 6 de octubre de 2016 al 29 de enero de 2017. 
AGING PRIDE, del 17 de noviembre de 2017 al 11 de marzo de 2018, Museo Belvedere, Viena, Austria

## Otras lecturas
- Entrevista a Annegret Soltau en Las Hilanderas Archivado el 24 de febrero de 2020 en Wayback Machine. (es)
- String theories: Annegret Soltaus's transitional, fetishistic photocollages (en)
- Eyemazing. Annegret Soltau. 2018 (en)
- Entrevista a Annegret Soltau en LF Magazine